# Ramal ferroviario Huinca Renancó-General Pico-Catriló-Darregueira
El Ramal Huinca Renancó - General Pico - Catriló - Darregueira pertenece al Ferrocarril Domingo Faustino Sarmiento, Argentina.

## Ubicación
Se halla en las provincias de Buenos Aires, La Pampa y Córdoba. 

## Servicios
No presta servicios de pasajeros desde el 23 de agosto de 2015 a causa de las inundaciones del Río Salado. El último tramo activo fue entre Realicó y Catriló.
Está concesionado a la empresa FerroExpreso Pampeano en todo su trayecto para transporte de cargas.

## Historia
El ramal fue construido por el Ferrocarril Buenos Aires al Pacífico.

## Imágenes

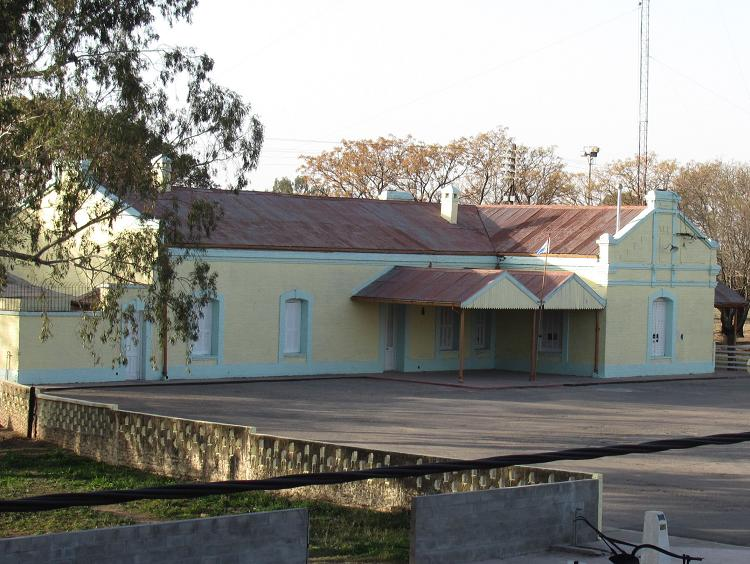
Realicó